# Pilocrocis laralis
Pilocrocis laralis là một loài bướm đêm trong họ Crambidae.